# 元山子乡
元山子乡是中华人民共和国内蒙古自治区乌兰察布市丰镇市下辖的一个乡。
2012年1月20日，内蒙古自治区人民政府批复同意从浑源窑乡划出部分区域，设置元山子乡，辖元山子、沙沟沿、巴音图、忻州窑、满洲窑、大东沟、土堡、大庄科、盂县营9个村，乡政府驻元山子。

## 行政区划
元山子乡下辖以下村级行政区划单位：
元山子村、沙沟沿村、巴音图村、忻州窑村、满州窑村、大庄科村、盂县营村、土堡村和大东沟村。